# John Chafee
John Chafee, né le 22 octobre 1922 à Providence (Rhode Island) et mort le 24 octobre 1999 à Bethesda (Maryland), est un homme politique américain. Membre du Parti républicain, il est notamment gouverneur de Rhode Island (1963-1969), secrétaire à la Marine des États-Unis (1969-1972) et sénateur des États-Unis pour Rhode Island (1976-1999).

## Biographie
John Chafee est issu d'une famille aisée et investie en politique de Rhode Island. Il est diplômé de la Deerfield Academy (en) en 1940. Alors étudiant à Yale, il s'engage dans les United States Marine Corps lorsque la Seconde Guerre mondiale éclate. Il participe notamment aux combats à Guadalcanal et Okinawa. Il finit ses études à Yale (diplômé en 1947) puis à la faculté de droit de Harvard (diplômé en 1950), puis sert à nouveau en 1951 pendant la guerre de Corée. De retour de Corée, il devient avocat.
Élu à la Chambre des représentants de Rhode Island en 1956, Chafee est réélu en 1958 et 1960. Il devient le chef de la minorité républicaine à la Chambre. Il est élu gouverneur de Rhode Island en 1962, avec 398 voix d'avance sur son adversaire démocrate. Il est réélu gouverneur en 1964 et 1968, avec de très larges majorités. Il est finalement battu par Frank Licht (en) en 1968.
Lors de l'élection présidentielle de 1968, il soutient Nelson Rockefeller durant les primaires républicaines face à Richard Nixon et Ronald Reagan. L'année suivante, après avoir perdu son poste de gouverneur, il est nommé secrétaire à la Marine des États-Unis par le président Nixon. Durant son mandat, il doit notamment géré la crise du USS Pueblo, navire militaire américain capturé par la Corée du Nord.
Chafee démissionne en 1972 pour se présenter au Sénat des États-Unis face au démocrate sortant Claiborne Pell. Il est battu par Pell alors que Nixon est facilement réélu à l'élection présidentielle. En 1976, il est élu pour succéder à l'autre sénateur démocrate de Rhode Island, John O. Pastore,. Après l'élection, Pastore démissionne de manière anticipée et le gouverneur de Rhode Island nomme Chafee pour terminer son mandat à partir du 29 décembre 1976. Il est réélu en 1982, 1988 et 1994.
Sénateur, Chafee se bat notamment pour l'expansion du Medicaid. Républicain modéré, Chafee est considéré comme l'un des derniers « républicains Rockefeller ». Il devient président de la conférence républicaine du Sénat en 1985 mais perd le poste en 1990 au profit de Thad Cochran, plus conservateur,. En 1995, lorsque les républicains reprennent le contrôle du Sénat, il prend la présidence de la commission sur l'environnement et les travaux publics.
En mars 1999, il annonce qu'il n'est pas candidat à un nouveau mandat lors des élections sénatoriales de 2000. Il meurt le 24 octobre 1999 d'une insuffisance cardiaque au Walter Reed National Military Medical Center de Bethesda, près de Washington,. Le gouverneur républicain de Rhode Island, Lincoln Almond, nomme son fils Lincoln Chafee pour lui succéder au Sénat.
Il est décoré de la médaille présidentielle de la Liberté à titre posthume le 9 août 2000.